# Werner Drews (Fußballspieler, 1940)
Werner Drews (* 18. Februar 1940 in Danzig) ist ein ehemaliger deutscher Fußballspieler. In der höchsten Spielklasse des DDR-Fußballs, der Oberliga, spielte er für den F.C. Hansa Rostock sowie zuvor für die Fußballabteilung des SC Empor Rostock. Der Stürmer bestritt zwei Länderspiele für die DDR-A-Nationalelf.

## Sportliche Laufbahn
Drews, dessen spätere Stammposition die des Linksaußens war, begann seine fußballerische Laufbahn mit 12 Jahren in der III. Jugendmannschaft des Bezirksligisten Motor Rostock. Als 17-Jähriger wurde er erstmals in der Juniorennationalmannschaft der DDR eingesetzt und war damit prädestiniert dafür, zum benachbarten SC Empor Rostock delegiert zu werden. Der Sportclub hatte nach seinem Oberligaabstieg 1956 ein Jahr in der zweitklassigen I. DDR-Liga verbringen müssen, dort aber den sofortigen Wiederaufstieg geschafft und sogar das Finale um den DDR-Fußballpokal erreicht, das allerdings mit 1:2 gegen den SC Lok Leipzig verloren ging. Seit Jahren litt der Sturm der Empor-Mannschaft an Erfolglosigkeit, 1957 hatte das Durchschnittsalter der etatmäßigen Angreifer bei 27 Jahren gelegen. So sollte Drews in Zukunft neben dem ebenfalls neu gewonnenen Stürmer Heino Kleiminger für frischen Wind an der Ostseeküste sorgen und war für die Außenbahnen im Sturm vorgesehen. Nachdem Drews das Abitur mit Auszeichnung bestanden und im Dieselmotorenwerk Rostock eine Lehre als Motorenschlosser begonnen hatte, wurde er nach Einsätzen in der Reservemannschaft am 8. Februar 1959 in einem Freundschaftsspiel bei Einheit Greifswald zum ersten Mal in der Oberligaelf des SC Empor eingesetzt. Sein erstes Oberligaspiel bestritt er am 8. März 1959 in der Begegnung Empor Rostock – SC Turbine Erfurt (1:1), als er in der 72. Minute für Horst Zedel eingewechselt wurde. Bereits in seinem ersten Oberligajahr bestritt er 22 von 26 Punktspielen zumeist als Linksaußenstürmer.
Seinen ersten Höhepunkt im Männerbereich erlebte Drews mit dem Erreichen des Endspiels um den DDR-Fußballpokal 1960. Am 7. Oktober trafen die Rostocker in Magdeburg auf den SC Motor Jena, und in der 30. Minute war es Werner Drews, der seine Mannschaft in Führung schoss. Am Ende verloren die Rostocker allerdings mit 2:3 nach Verlängerung. Die DDR-Auswahlverantwortlichen hatten indes den jungen Außenstürmer nicht aus den Augen verloren. Nach Einsätzen in der Nachwuchsauswahl wurde Drews am 22. Oktober 1961 erstmals in der A-Nationalmannschaft aufgeboten. Im Auswärtsspiel gegen Polen erhielt er auf seiner Stammposition als linker Außenstürmer eine Chance, konnte aber das insgesamt schwache Sturmspiel der DDR-Auswahl nicht beleben und erlebte schließlich eine 1:3-Niederlage. Ein Jahr später kam Drews während einer Afrikatournee noch einmal im Spiel gegen Mali am 9. Dezember 1962 zu einem A-Länderspiel zum Einsatz. Da seine Position jedoch durch Roland Ducke etatmäßig besetzt war, wurde Drews in diesem Team nicht mehr aufgeboten und absolvierte aber noch Partien in der B-Auswahl des DFV, für die er bis 1968 insgesamt siebenmal auflief.
Inzwischen hatte sich seine Klubmannschaft zu einem Spitzenteam der Oberliga entwickelt und zwischen 1962 und 1964 dreimal den Vizemeistertitel errungen. In der Spielzeit 1963/64 war Drews mit 10 Treffern der beste Torschütze der Rostocker geworden. Zu Drews’ letzten Karrierehöhepunkt kam es 1967, als seine Mannschaft, nun als F.C. Hansa Rostock auftretend, zum vierten Mal das Pokalfinale erreichte. Doch auch am 30. April 1967 reichte es nicht zum Pokalgewinn, denn Motor Zwickau gewann die Partie mit 3:0. Obwohl Werner Drews noch bis zur Saison 1969/70 bei den Hanseaten spielte, blieb ihm ein Titelgewinn versagt. Nach Abschluss dieser Saison hatte Drews 268 Oberligapunktspiele absolviert und hatte dabei 58 Tore erzielt. Diese Bilanz brachte ihm in den Rostocker Rekordlisten Platz 2 bei DDR-Oberligaspielen und Platz 4 als Oberligatorschütze ein. Im Alter von 30 Jahren beendete Werner Drews seine 13-jährige Laufbahn in der DDR-Oberliga.

## Trainerlaufbahn
Beim F.C. Hansa war er zunächst von 1970 bis 1975, zunächst dort noch als Spieler aktiv, Trainer der Reserveelf. Von 1975 bis 1978 war er Assistenztrainer der 1. Mannschaft unter Chefcoach Helmut Hergesell.

## Weiterer Werdegang
Noch während seiner aktiven Zeit war er als Maschinenbau-Ingenieur diplomiert worden und so wurde er 1970 wissenschaftlicher Mitarbeiter in der Rostocker Direktion für Seeverkehr und Hafenwirtschaft. Später unterrichtete er als Lehrer an einer Rostocker Berufsschule und war aktiv im Ältestenrat bei Hansa Rostock tätig.

## Statistik
| Rostocker Laufbahn in Zahlen                                                                   |
| ---------------------------------------------------------------------------------------------- |
| - 268 DDR-Oberliga-Spiele (58 Tore) - 33 DDR-Pokalspiele (6 Tore) - 6 Europacupspiele (4 Tore) |